# 薛家湾站
薛家湾站是一个大准铁路和准东铁路上的铁路车站，位于内蒙古自治区鄂尔多斯市准格尔旗薛家湾镇，建于1993年，目前为三等站，邮政编码为017124。目前客运：办理旅客乘降；行李、包裹托运；货运：办理整车货物发到。